# Schiffsrecycling
Schiffsrecycling bezeichnet das zumeist industriell betriebene Recycling von Schiffen zur Wieder- oder Weiterverwendung der Schiffsbestandteile. Durch den Stahlschiffbau und die enorme Entwicklung des Schiffsverkehrs hat auch die Wiederverwertung der Schiffsbestandteile eine bedeutende Rolle erhalten. Seit der zweiten Hälfte des 20. Jahrhunderts wird Schiffsrecycling überwiegend auf Abwrackwerften in Asien betrieben. Die Arbeit dort gilt als eine der gefährlichsten Arbeiten weltweit. Mit dem Basler Übereinkommen und der am 26. Juni 2025 in Kraft tretenden Hongkong-Konvention wurden Richtlinien für das Abwracken festgelegt. Seit Beginn des 21. Jahrhunderts wird auch die Idee eines „grünen“ Schiffsrecyclings verfolgt.

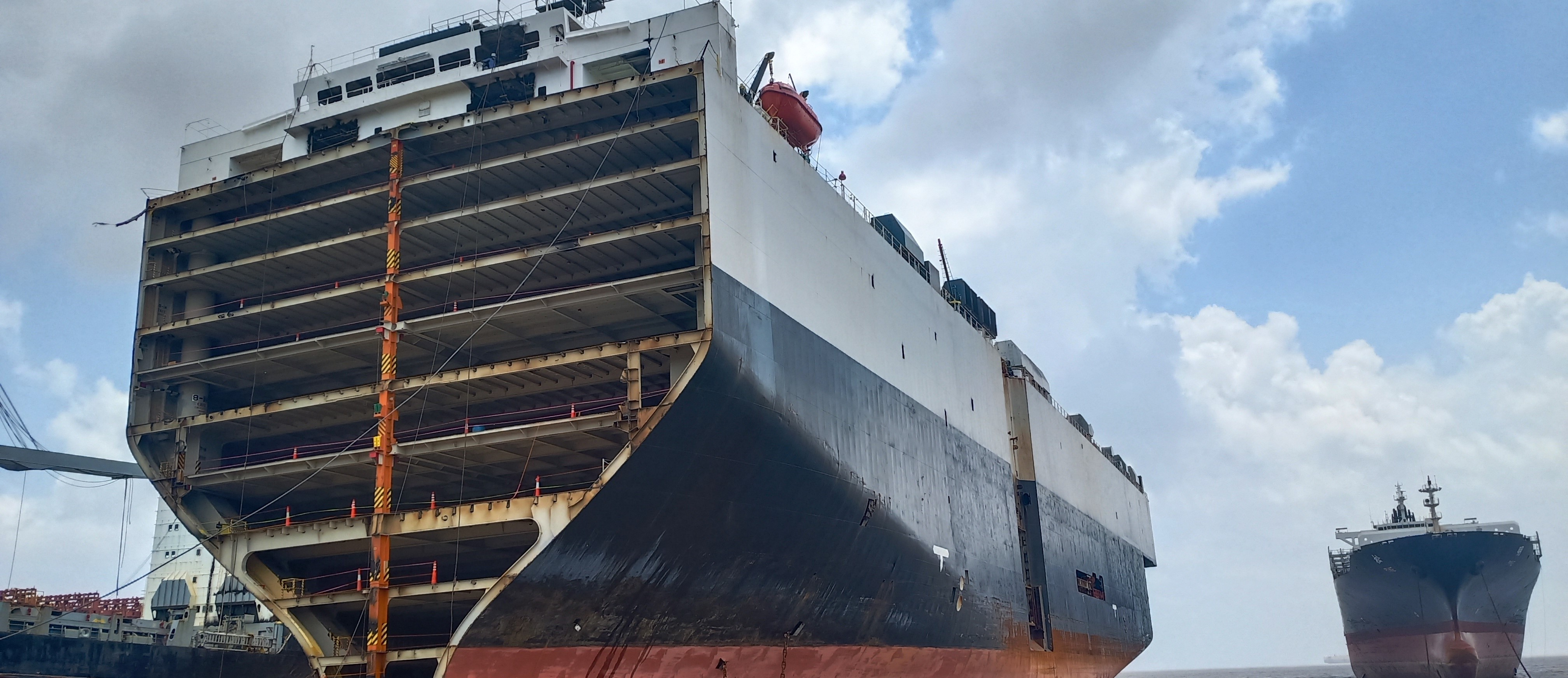
Ein Schiff in einer Abwrackwerft bei Alang in Indien (2020)

## Hintergrund
Ausgediente Seeschiffe werden nach Ablauf ihres Einsatzes abgewrackt, um das Material wieder- oder weiterzuverwenden. Das Forschungs-Informations-System für Mobilität und Verkehr gab die Zahl im Jahr 2010 mit jährlich zwischen 200 und 600 Seeschiffen an. Der Verband Deutscher Reeder (VDR) ging für das Jahr 2024 von jährlich etwa 700 Seeschiffen aus, die außer Dienst gestellt werden. Das Abwracken übernehmen überwiegend Abwrackwerften in Südasien. Der VDR geht von 90 Prozent der ausgedienten Schiffe aus. Die dort zur Abwrackung anlaufenden Schiffe werden mit hoher Fahrt auf den Strand gefahren („beaching“) und dann per Hand zerlegt. Der anfallende Schrott kann als Sekundärrohstoff dienen; in Bangladesch deckt der durch das Abwracken gewonnene Altstahl laut VDR bis 80 Prozent des Bedarfs. Verwertet werden aber auch weitere Schiffsbestandteile, andere werden verkauft. Bestimmte Reststoffe werden entsorgt.
Die Tonnagezahlen im Schiffrecycling sind stark von der wirtschaftlichen Situation abhängig. Im Jahr 2014 wurden weltweit über 22,5 Millionen Bruttoregistertonnen (BRT) abgewrackt, im Jahr 2023 etwas über 7,4 Millionen BRT.
| Kontinent | 2022      | 2018       | 2014       |
| --------- | --------- | ---------- | ---------- |
| Afrika    | 497       | 39.778     | 32.677     |
| Amerika   | 88.241    | 144.396    | 167.720    |
| Asien     | 6.878.272 | 18.505.633 | 21.892.099 |
| Europa    | 88.078    | 91.358     | 66.922     |
| Welt      | 7.186.673 | 18.879.156 | 22.561.239 |
Das Schiffsrecycling wird auf Abwrackwerften durchgeführt. Die Umwelt- und Arbeitsbedingungen dabei sind je nach Lage des Schiffsrecyclingbetriebes extrem unterschiedlich.
Schiffe, die das Ende ihrer Dienstzeit erreicht haben, werden an Recyclingunternehmen verkauft, oft versteigert. Die vom Verkäufer erreichbaren Preise sind je nach Recyclingvorschriften des Käufer- und Abwracklandes unterschiedlich hoch.
Das so veräußerte Schiff wird dann zur Abwrackwerft verbracht, entweder aus eigener Kraft oder geschleppt. In vielen Abwrackwerften wird das zu verschrottende Schiff bei Flut auf Land gesetzt („beaching“), einige Werften nutzen Kaianlagen oder auch Trockendocks. Anschließend wird mit der Demontage aller Teile des Schiffs begonnen.
Fast 100 Prozent der aus den Schiffen gewonnenen Materialien sind verwertbar. Über 95 Prozent des gesamten verwertbaren Materials sind Stahl, etwa 1 bis 2 Prozent der gesamten Leerverdrängungstonnage (LDT) sind andere Metalle. Zwischen 0,5 und 8 Prozent der Materialien sind Einrichtungsgegenstände, wie Möbel. Der Stahl wird an Stahlwerke verkauft und bildet die Haupteinnahmequelle beim Recycling. Beim Abwracken werden zum Beispiel auch die Rettungsboote im Ganzen weiterverkauft.
Die so gewonnenen Schiffsteile werden wiederverwendet, wie der Stahl, einige müssen entsorgt werden, so Schmierstoffe oder Asbest. Andere Teile (wie Geräte) oder Stoffe (wie Altöl) werden weiterverkauft.
Der gesamte Prozess des Schiffsrecyclings birgt neben dem wirtschaftlichen Nutzen hohe Gefahren sowohl für die beteiligten Arbeiter als auch für die Umwelt. Die Internationale Arbeitsorganisation (ILO) bezeichnet die Schiffsabwrackung als eine der gefährlichsten Arbeiten der Welt. Die NGO Shipbreaking Platform nennt im Mai 2024 die Zahlen von 470 Toten und 512 Verletzten bei 8.221 seit dem Jahr 2009 auf den Strand gesetzten Schiffen.
Das Abwracken erzeugt erhebliche Mengen gefährlicher Abfälle in der Umgebung der Abwrackwerften. In Indien wurde nach der dreimonatigen COVID-19-Pandemie-bedingten Schließung der Betriebe im Frühjahr 2020 gegenüber den Werten aus den Jahren 2018 und 2019 ein Rückgang der PM10-Werte um 85 Prozent gemessen, auch die Schwermetallkonzentration in den Gewässern ging zurück, die Vielfalt von Phytoplankton und Zooplankton nahm zu.

## Rechtsvorschriften
Im Jahr 1992 trat das Basler Übereinkommen (Basler Übereinkommen über die Kontrolle der grenzüberschreitenden Verbringung gefährlicher Abfälle und ihrer Entsorgung) in Kraft, das ein umweltgerechtes Abfallmanagement einführte und die Kontrolle der grenzüberschreitenden Transporte gefährlicher Abfälle regelte.
Die Mitgliedstaaten der Internationalen Seeschifffahrtsorganisation (IMO) beschlossen im Mai 2009 die Hong Kong International Convention for the Safe and Environmentally Sound Recycling of Ships (HKC), im Deutschen Hongkong-Konvention für das sichere und umweltfreundliche Abwracken von Schiffen. Sie legt Richtlinien für das Abwracken fest. Das Abkommen trat am 26. Juni 2025 in Kraft, nachdem mindestens 15 Staaten es ratifiziert hatten, welche mindestens 40 Prozent der Welthandelstonnage und mindestens drei Prozent Recyclingkapazität repräsentierten. Die Europäische Union trug mit der Schiffsrecycling-Verordnung von 2013 zum weltweiten Inkrafttreten der Hongkong-Konvention bei.

## Herkunft der Schiffe
Europäische Reeder besitzen etwa 60 Prozent der Welttonnage. Viele dieser Schiffe werden in Südasien abgewrackt. Brachte der Verkauf eines Schiffes zum Abwracken an einer Strandungsanlage Südasiens im Jahr 2022 etwa 500 Dollar pro Tonne Stahl ein, waren es beim Verkauf an eine Anlage in der Türkei etwa 250 Dollar und beim Verkauf an einen Betrieb in Europa etwa 150 Dollar.
Von den im Jahr 2018 zum Abwracken an Strände in Südasien verbrachten 532 Schiffen fuhr zu diesem Zeitpunkt fast die Hälfte unter der Flagge der Komoren, Palaus und St. Kitts und Nevis (29 dieser Schiffe). 143 Schiffe aus St. Kitts und Nevis wurden laut der NGO Shipbreaking Platform zwischen 2016 und 2018 an den Stränden Südasiens abgewrackt. Laut The Independent verkaufte bis mindestens 2019 ein Londoner Unternehmen Registrierungen unter der Flagge von St. Kitts und Nevis für ausgeflaggte, zum Abwracken vorgesehene Schiffe. Fast die Hälfte der im Jahr 2023 zum Schiffsrecycling bestimmten Schiffe wechselte ihre ursprüngliche Flagge wenige Wochen vor dem Stranden gegen eine andere („Ausflaggung“).
Mit dem Ausflaggen und der Registrierung unter einer Billigflagge können unter Umständen Schiffsrecyclingverordnungen der ursprünglichen Flaggenländer umgangen werden. Im Jahr 2018 verurteilte ein niederländisches Gericht erstmals ein Unternehmen, das auf diese Art an der illegalen Entsorgung von Schiffen beteiligt war.

## Situation in Afrika
Von den im Jahr 2023 abgewrackten über 7,4 Millionen BRT wurden in den Ländern Afrikas 1.252 BRT verschrottet. Von den laut NGO Shipbreaking Platform 446 hochseetauglichen Handelsschiffen und Offshore-Anlagen, die weltweit im Jahr 2023 verschrottet wurden, stammten 14 von afrikanischen Reedern. Unter der Flagge von afrikanischen Staaten waren dagegen mehrere der abgewrackten Schiffe registriert, so fuhren zum Zeitpunkt der Abwrackung etwa 23 unter der Flagge Sierra Leones; aus Liberia, dem Land mit einem der größten Schiffsregister weltweit, stammten 14 Schiffe.
Eine Ausflaggung von Schiffen auf eine afrikanische Billigflagge (auch Gefälligkeitsflagge) wird auch genutzt, um Schiffsrecyclingverordnungen der ursprünglichen Flaggenländer zu umgehen. Bei fast der Hälfte der 2023 zum Schiffsrecycling bestimmten Schiffe wurde die Flagge kurz vor dem Stranden gegen eine andere getauscht, die Flaggen von Kamerun, den Komoren und Tansania waren dabei besonders beliebt.
An den Küsten des Kontinents gibt es kleinere Abwrackwerften verschiedenster Standards. Die Europäische Liste von Abwrackeinrichtungen gemäß der Verordnung (EU) Nr. 1257/2013 des Europäischen Parlaments und des Rates über das Schiffsrecycling der Europäischen Kommission aus dem Jahr 2023 führt keine Werft in Afrika auf.

### Ägypten
In Ägypten wurde im Dezember 2024 eine Absichtserklärung zur Gründung eines Schiffsabwrackbetriebes im Hafen von Damiette unterzeichnet. Mit dem Projekt wird das Ziel verfolgt, jährlich 1,5 Millionen Tonnen Schrott aus Schiffsrecycling zu produzieren und damit 66 Prozent des gesamten Schrottbedarfs für die Betonstahlproduktion auf dem lokalen Markt abzudecken.

### Ghana
In Ghana, das zu den Unterzeichnern der Hongkong-Konvention gehört, wurden – nach Angaben der ghanaischen Schifffahrtsbehörde – 2019 sieben Schiffe, 2020 elf und 2021 fünf Schiffe abgewrackt. Am Strand von Kpone im Kpone Katamanso Municipal District wurde im Jahr 2021 das 1985 gebaute Fischereischiff Naftilos am Strand durch angeheuerte Einwohner der Gegend ohne Schutzausrüstung abgewrackt, Umweltschäden wurden in Kauf genommen. Teils werden temporär Dörfer angelegt für die Verschrottung von an den Strand gefahrenen Schiffen.

### Nigeria
Die Maritime Administration and Safety Agengy in Nigeria listet sechs Schiffsrecyclingbetriebe im Land auf, alle im Bundesstaat Lagos (Kirikiri und Ijegun).
Im Jahr 2023 ratifizierte das Land die Hongkong-Konvention.

### Südafrika
In Südafrika wurde ab 2020 auf einer Fläche von 10 Hektar im Hafen von Saldanha eine nach eigenen Angaben grüne und den EU-Anforderungen entsprechende Schiffsrecyclingwerft aufgebaut, die über einen Schiffslift verfügt und Schiffe bis 18.000 LDT (Tonnen Leerverdrängung) verarbeiten kann.

## Situation in Amerika

### Vereinigte Staaten
Die Firma European Metal Recycling aus Camden (New Jersey) bezeichnet sich selbst als „das weltweit führende Unternehmen für nachhaltiges Schiffsrecycling“ mit der Kapazität von jährlich über 300.000 Tonnen. Zu den Kunden zählen United States Navy, die MARAD, die Royal Australian Navy und multinationale Reeder. Der Hafen von Brownsville (Texas) galt 2022 als führender Schiffsrecyclinghafen der USA. Die Environmental Protection Agency hat mit dem Guide for Ship Scrappers: Tips for Regulatory Compliance ein Regelwerk für das Schiffsrecycling erstellt.
Die Europäische Liste von Abwrackeinrichtungen gemäß der Verordnung (EU) Nr. 1257/2013 des Europäischen Parlaments und des Rates über das Schiffsrecycling der Europäischen Kommission aus dem Jahr 2023 führt einen zugelassenen Schiffsrecyclingbetrieb in den Vereinigten Staaten auf, er liegt in Brownsville.

## Situation in Asien
In den 1980er Jahren entstand in Asien eine große Abwrackindustrie. Hintergrund war neben den niedrigen Kosten – auch durch billige Arbeitskräfte – auch die Nachfrage nach Rohstoffen in Entwicklungsländern.
In Asien wurden im Jahr 2023 über 6,9 Millionen BRT abgewrackt, davon über 6,2 Millionen BRT in Südasien. Auf über 500 registrierten Abwrackwerften in Südasien arbeiten über 30.000 Menschen (Stand 2025) zu meist schlechten Arbeitsbedingungen.
Die Europäische Liste von Abwrackeinrichtungen gemäß der Verordnung (EU) Nr. 1257/2013 des Europäischen Parlaments und des Rates über das Schiffsrecycling der Europäischen Kommission aus dem Jahr 2023 führt keine Werft in Asien auf. Dennoch stammen viele der dort verschrotteten Schiffe ursprünglich von europäischen Reedern, die ihre Schiffe kurze Zeit vor der Verschrottung an Schrotthändler verkaufen, die sie dann für die Zeit bis zur Verschrottung unter einer Billigflagge registrieren.

### Bangladesch

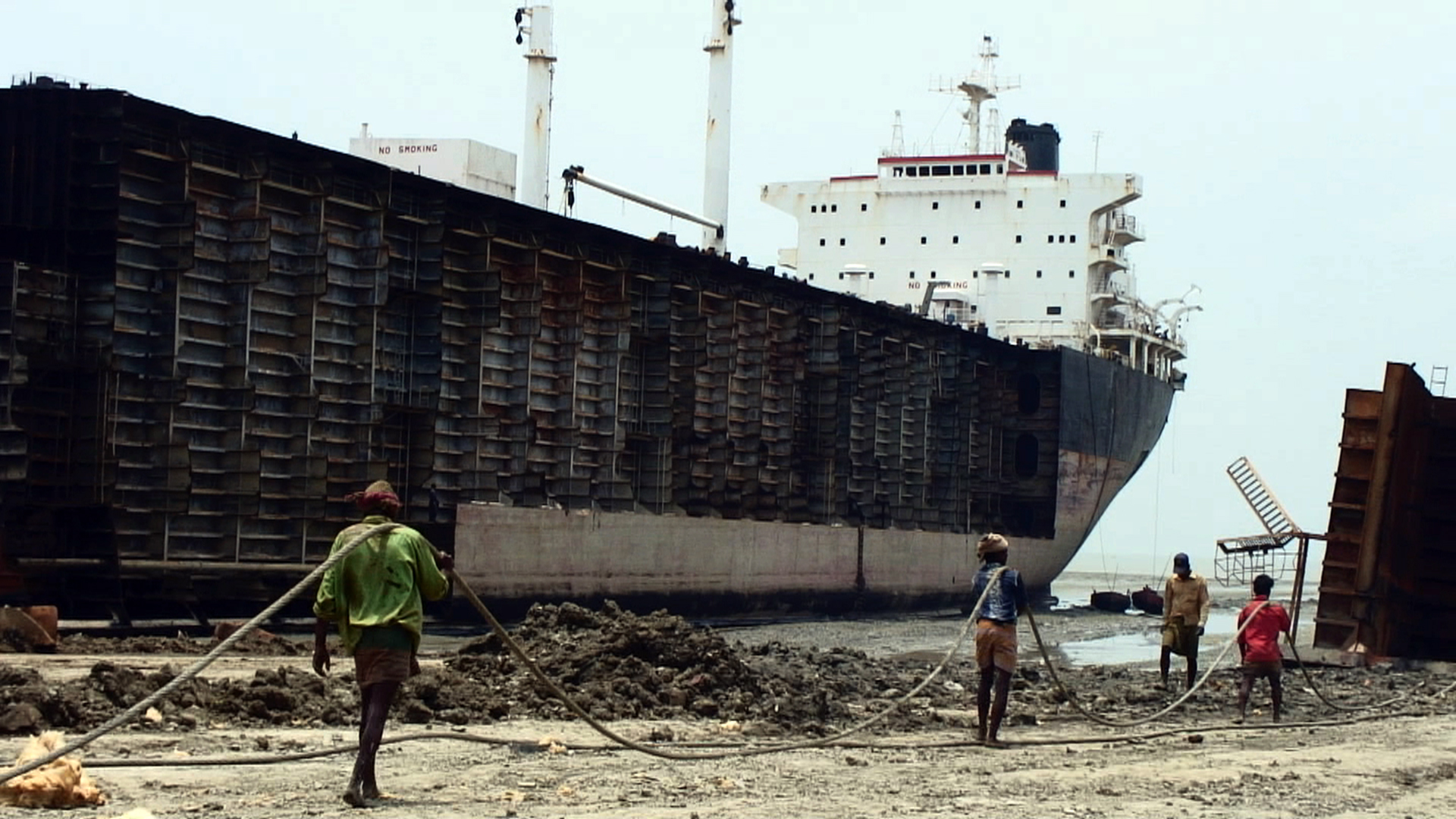
Arbeiter auf einer Abwrackwerft in Jafrabad (Bangladesch) 2008

Die Abwrackwerften bei Chittagong (Chattogram) an einem etwa sieben Kilometer langen Strandabschnitt des Golfs von Bengalen sind das Zentrum der Schiffsrecyclingindustrie Bangladeschs.
Weil in den Betrieben der Abwrackindustrie des Landes weder die nationalen Umwelt- noch die nationalen Arbeitsvorschriften eingehalten wurden, ordnete der Oberste Gerichtshof Bangladeschs im Jahr 2009 die Schließung des gesamten Sektors an. Nach drei bis sechs Monaten öffneten die Betriebe wieder und wiesen Umweltverträglichkeitszertifikate aus; der Betrieb wurde nahezu unverändert wieder aufgenommen.
In Bangladesch wurden im Jahr 2013 insgesamt 170 Hochseeschiffe verschrottet. Im Jahr 2023 wurden in Bangladesch etwas über 3,4 Millionen BRT recycelt, das Land deckt mit dem durch Abwracken gewonnenen Altstahl laut VDR bis 80 Prozent des Bedarfs.
Die Schiffsabwrackwerften Bangladeschs trugen im Jahr 2023 schätzungsweise zwei Milliarden Dollar zur Wirtschaft des Landes bei. Mehr als die Hälfte des in Bangladesch verwendeten Stahls stammt von Schiffen, die in Chattogram (Chittagong) abgewrackt wurden. Trotz gesetzlicher Vorschriften mangelt es auf den Werften an Schutzausrüstung und medizinischer Notfallversorgung; in Bangladesch liegt die Lebenserwartung von Männern in der Schiffsabwrackbranche 20 Jahre unter dem Durchschnitt. Auch Kinderarbeit ist verbreitet. Eine Folge dieser Art des Abwrackens sind Umweltschäden. Im Land gibt es (Stand 2023) keine Anlage zur Verarbeitung von Giftmüll. Dieser wird am Strand „entsorgt“, Asbest wird zu Öfen und anderen Möbeln verarbeitet und auf Märkten in sogenannten Asbestdörfern verkauft. Immer wieder kommt es zu Unfällen auch mit Todesfolge auf den Werften und den dazugehörigen Betrieben im Umland. Im Jahr 2019 starben 26 Arbeiter auf den Werften des Landes.
Bangladesch unterzeichnete im Jahr 2023 die Hongkong-Konvention.

### China (VR)
In der VR China gibt es seit Anfang der 1980er-Jahre Abwrackwerften. Bis in die 1990er-Jahre wuchs dieser Markt, verbunden war das mit schlechten Arbeitsbedingungen. Die chinesische Regierung beschloss Ende der 1990er-Jahre strengere Umweltschutzmaßnahmen und verbot die Strandungsmethode. Moderne Schiffsrecyclinganlagen entstanden, die vor allem von europäischen Reedern genutzt wurden. Bis Anfang der 2020er-Jahre förderte China mit einem Subventionsprogramm die Verschrottung und den Bau von Schiffen in chinesischem Besitz und unter chinesischer Flagge. Der Staat erlaubte ab 2019 kein Recycling von unter ausländischer Flagge fahrenden Schiffen mehr. Die etwa 60 Schiffsrecyclinganlagen verteilen sich auf drei Regionen des Landes. Die beiden wichtigsten Schiffsrecyclingzentren befinden sich entlang des Perlflusses in Xinhui und rund um Shanghai (entlang des Jangtsekiang und auf der Insel Zhoushan), weitere Anlagen stehen in Dalian.
Im Jahr 2023 wurden in China 4.885 BRT abgewrackt. Chinesische Reeder verkauften im Jahr 2023 insgesamt 71 Schiffe zum Abwracken in Südasien, davon in Bangladesch.
Die 1998 gegründete Changjiang Ship-Recycling Yard in Jiangyin liegt auf 5,1 Kilometer entlang des Jangtsekiang und bezeichnet sich selbst als Vorreiter im Bereich des green recycling.

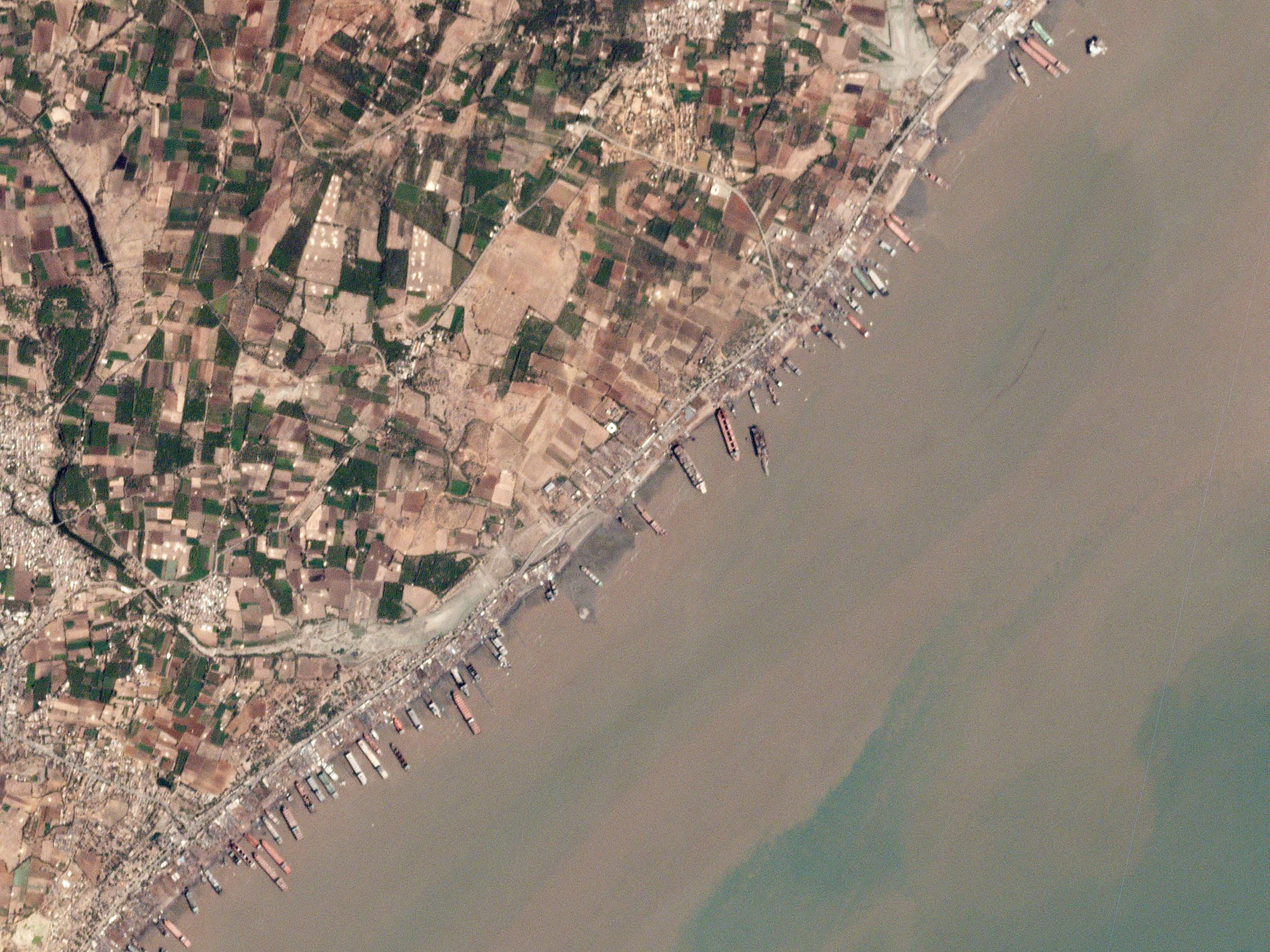
Luftbild der Abwrackwerften zum Schiffsrecycling in Alang (Indien), 2017

### Hongkong
Hongkong entwickelte sich in den 1960er- und 1970er-Jahren zum weltweit führenden Land für Schiffsabwrackung und -verschrottung. Abwrackunternehmen entstanden in Junk Bay und später in Gin Drinkers' Bay. Nach den 1970er-Jahren gab Hongkong diese Rolle an Taiwan ab.

### Indien
In Indien wurden von 1983 bis 2008 offiziellen Angaben zufolge allein auf den seit 1983 betriebenen Abwrackwerften bei Alang, dem nach eigenen Angaben größten Schiffsrecyclingbetrieben der Welt, über 4500 Schiffe verschrottet. Im Jahr 2022 arbeiteten etwa 15.000 Menschen in Alangs Werften, etwa 500.000 Menschen in Indien leben von dieser Arbeit. Die bedeutendsten Betriebe liegen in den Bundesstaaten Andhra Pradesh (Vishakhapatnam), Gujarat (Alang, Sachna), Karnataka (Tadri, Mangalore, Malpe), Kerala (Bypore, Kochi, Azhical), Maharashtra (Mumbai), Tamil Nadu (Tuticorin) und Westbengalen (Kolkata).
Im Jahr 2023 wurden in Indien etwas über 2,4 Millionen BRT recycelt. Der Schweizer Containerreeder Mediterranean Shipping Company (MSC) ließ 14 seiner Schiffe im Jahr 2023 in den Werften in Alang verschrotten.

## Situation in Europa
Die Europäische Liste von Abwrackeinrichtungen gemäß der Verordnung (EU) Nr. 1257/2013 des Europäischen Parlaments und des Rates über das Schiffsrecycling der Europäischen Kommission aus dem Jahr 2023 führt zugelassene Schiffsrecyclingbetriebe in Belgien, Bulgarien, Dänemark (5), Estland, Frankreich (4), Italien, Lettland, Litauen (4), den Niederlanden (4), in Norwegen (7), Finnland, Spanien (2), der Türkei (9), im Vereinigten Königreich (3) und in den Vereinigten Staaten auf. Einzig die Betriebe in der Türkei nutzen die Methode des beaching bzw. landing, alle anderen führen das Recycling in Trockendocks, an Rampen, am Kai bzw. in Slipanlagen durch.
Im Jahr 2023 wurden in Europa 153.248 BRT recycelt, die meisten davon mit 146.415 BRT in Dänemark.
Europäische Reeder besitzen etwa 60 Prozent der Welttonnage. Viele Schiffe werden jedoch – entgegen der Verordnung über das Schiffsrecycling – außerhalb der EU, vor allem in Südasien, abgewrackt. Dazu werden die Schiffe an Schrotthändler verkauft, die sie dann unter einer Billigflagge registrieren. Im Jahr 2018 verurteilte ein niederländisches Gericht erstmals ein Unternehmen, das an der illegalen Entsorgung von Schiffen beteiligt war, zu einer Strafzahlung. 2020 wurde ein Unternehmen in Norwegen ebenfalls verurteilt.

### Belgien
In Belgien gibt es miit der Firma NV Galloo Recycling Ghent in Gent einen nach der Europäischen Liste von Abwrackeinrichtungen gemäß der Verordnung (EU) Nr. 1257/2013 des Europäischen Parlaments und des Rates über das Schiffsrecycling der Europäischen Kommission aus dem Jahr 2023 zugelassenen Schiffsrecyclingbetrieb; die Kapazität ist mit jährliich 34.000 bis 50.000 Tonnen LDT angegeben. Dieser Genter Schiffsrecyclingbetrieb erwarb 2025 die Astoria (ex. Stockholm, ex Völkerfreundschaft) zur Abwrackung und Verwertung.

### Dänemark
In Dänemark befinden sich fünf nach der Europäischen Liste von Abwrackeinrichtungen gemäß der Verordnung (EU) Nr. 1257/2013 des Europäischen Parlaments und des Rates über das Schiffsrecycling der Europäischen Kommission aus dem Jahr 2023 zugelassene Schiffsrecyclingbetriebe. Die größte davon, Modern American Recycling Services Europe in Frederikshavn, kann jährlich 60.000 bis 200.000 Tonnen LDT wiederverwerten. Das zweitgrößte derartige Unternehmen ist Fornæs Skibsophug in Grenaa mit einer Kapazität von 30.000 bis 50.000 Tonnen LDT.

### Deutschland
In Deutschland hatte es in den 1930er-Jahren die Abwrackaktion für Schiffe und in den 1970er-Jahren die Abwrackaktion der Binnenschifffahrt gegeben. Seitdem war der deutsche Schiffsbestand wieder gewachsen.
Aus Kostengründen ist es für deutsche Reeder günstiger, ihre Schiffe in Asien abwracken zu lassen. Einzelne Schrottverwerter existieren an der deutschen Nordseeküste. Die Voraussetzungen für die Schaffung eines Recyclingsektors in Deutschland sind hoch, ein wirtschaftlicher Betrieb scheint daher kaum möglich.
Der Deutsche Bundestag ratifizierte den Gesetzesentwurf zum Schiffsrecycling-Übereinkommen der IMO im Jahr 2018. Das Bundesministerium für Verkehr und digitale Infrastruktur beauftragte die Dienststelle Schiffssicherheit der Berufsgenossenschaft Verkehrswirtschaft Post-Logistik Telekommunikation und das Bundesamt für Seeschifffahrt und Hydrographie mit der Durchsetzung des Übereinkommens in Deutschland und auf Schiffen unter deutscher Flagge.
Im Jahr 2023 erstellte die Inros Lackner SE im Auftrag des Deutschen Maritimen Zentrums die Analyse des Marktumfeldes für nachhaltiges Schiffsrecycling in Deutschland. Die Analyse sieht Chancen „durch Pilotvorhaben einzelner Start-ups […], die mit innovativen Ansätzen und einem hohen Automatisierungsgrad in Anlagen, die nur für das Recycling gewidmet sind, die Möglichkeiten eines nachhaltige Regelbetrieb unter wirtschaftlichen Rahmenbedingungen aufzeigen wollen.“
Die Bremer Firma Leviathan plant die Einrichtung eines emissionsarmen Schiffsrecyclingbetriebs und mietete sich dafür auf dem Maritimen Industrie- und Gewerbepark Volkswerft in Stralsund ein, auch die Firma Turbo-Technik aus Wilhelmshaven sowie die Emder Werft und Dock (EWD) wollen Schiffsrecycling in Deutschland betreiben. Im April 2025 erhielt die EWD-Tochterfirma EWD Benli Recycling die Genehmigung für ein Schiffsrecycling.

### Türkei

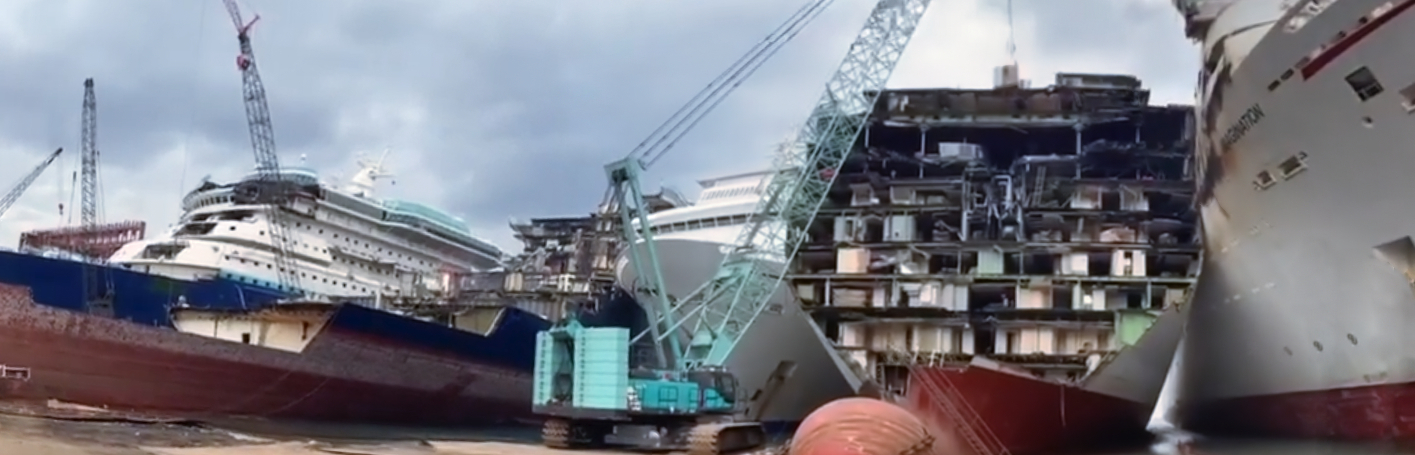
Schiffsrecycling in den Abwrackwerften von Aliağa (Türkei), 2020

Im Jahr 2023 war die Türkei Schwerpunkt des Schiffsrecyclings in Europa. In diesem Jahr wurden dort 529.805 BRT recycelt. Damit verfügt das Land über die viertgrößte Schiffsrecyclingindustrie weltweit; sie ist einer der weltweit größten Importeure von Stahlschrott.
Die Europäische Liste von Abwrackeinrichtungen gemäß der Verordnung (EU) Nr. 1257/2013 des Europäischen Parlaments und des Rates über das Schiffsrecycling der Europäischen Kommission aus dem Jahr 2023 führt neun zugelassene Schiffsrecyclingbetriebe in der Türkei auf, alle nutzen die Methode des landing zum Anlanden an der Werft. Die zugelassenen Betriebe gehören zu den Abwrackwerften von Aliağa.
Nach Inspektionen von EU-zugelassenen Anlagen in der Türkei durch die Europäische Kommission wurden mehrere Werften wegen Mängeln von der EU-Liste gestrichen. Sicherheitsmaßnahmen und -techniken sind oft unzureichend. Schwerwiegende Unregelmäßigkeiten im Umgang mit Asbest und anderen toxischen Stoffen wurden festgestellt, allerdings wurde seit Einrichtung des Schiffsrecyclingbereichs in Aliağa kein einziger Fall einer diagnostizierten Berufskrankheit gemeldet.

### Vereinigtes Königreich
Die Schiffsverschrottung im Vereinigten Königreich war lange Zeit einer der bedeutenderen Industriezweige, seit Beginn des 20. Jahrhunderts wurden etwa 8000 Schiffe zerlegt. Die Europäische Liste von Abwrackeinrichtungen gemäß der Verordnung (EU) Nr. 1257/2013 des Europäischen Parlaments und des Rates über das Schiffsrecycling der Europäischen Kommission aus dem Jahr 2023 führt drei zugelassene Schiffsrecyclingbetriebe im Vereinigten Königreich auf, davon einer in Nordirland.